# Lista över matchresultat i Elitserien i ishockey 1980/1981
Lista över matchresultat i grundserien av Elitserien i ishockey 1980/1981. Ligan inleddes den 5 oktober 1980 och avslutades 1 mars 1981.
| Nr | Lag             | S  | V  | O | F  | GM  | IM  | MS  | P  |
| -- | --------------- | -- | -- | - | -- | --- | --- | --- | -- |
| 1  | Skellefteå AIK  | 36 | 22 | 5 | 9  | 166 | 128 | +38 | 49 |
| 2  | AIK             | 36 | 21 | 7 | 8  | 156 | 119 | +37 | 49 |
| 3  | Färjestad BK    | 36 | 17 | 6 | 13 | 155 | 120 | +35 | 40 |
| 4  | Västra Frölunda | 36 | 18 | 4 | 14 | 149 | 146 | +3  | 40 |
| 5  | IF Björklöven   | 36 | 17 | 5 | 14 | 139 | 123 | +16 | 39 |
| 6  | Djurgårdens IF  | 36 | 15 | 2 | 19 | 141 | 142 | −1  | 32 |
| 7  | Brynäs IF (RM)  | 36 | 13 | 6 | 17 | 130 | 146 | −16 | 32 |
| 8  | Modo AIK        | 36 | 12 | 3 | 21 | 137 | 163 | −26 | 27 |
| 9  | Leksands IF     | 36 | 10 | 7 | 19 | 124 | 160 | −36 | 27 |
| 10 | Södertälje SK   | 36 | 10 | 5 | 21 | 132 | 189 | −57 | 25 |

## Matcher
| Datum Match Resultat Publik Spelplan Omgång 1 - 5 oktober 1980 Modo AIK-Färjestads BK 0-3 (0-0, 0-1, 0-2) 4480 Kempehallen - 5 oktober 1980 Västra Frölunda IF-Södertälje SK 6-3 (2-1, 3-1, 1-1) 9749 Scandinavium - 5 oktober 1980 Leksands IF-Djurgårdens IF 5-3 (2-2, 2-1, 1-0) 3428 Leksands isstadion - 5 oktober 1980 AIK-IF Björklöven 2-2 (0-1, 1-1, 1-0) 6244 Johanneshovs isstadion - 5 oktober 1980 Skellefteå AIK-Brynäs IF 4-2 (2-2, 2-0, 0-0) 6273 Skellefteå isstadion Omgång 2 - 5 oktober 1980 IF Björklöven-Leksands IF 3-2 (1-0, 1-1, 1-1) 4951 Umeå ishall - 9 oktober 1980 Brynäs IF-AIK 3-3 (0-0, 1-2, 2-1) 5418 Gavlerinken - 9 oktober 1980 Djurgårdens IF-Västra Frölunda IF 5-3 (1-2, 2-0, 2-1) 6477 Johanneshovs isstadion - 9 oktober 1980 Södertälje SK-Modo AIK 6-5 (2-2, 2-3, 2-0) 5275 Scaniarinken - 9 oktober 1980 Färjestads BK-Skellefteå AIK 2-2 (1-1, 0-0, 1-1) 4974 Färjestads ishall Omgång 3 - 12 oktober 1980 Modo AIK-Djurgårdens IF 7-4 (2-1, 1-2, 4-1) 4101 Kempehallen - 12 oktober 1980 Västra Frölunda IF-IF Björklöven 7-4 (1-3, 4-0, 2-1) 11535 Scandinavium - 12 oktober 1980 Leksands IF-Brynäs IF 3-6 (0-2, 2-3, 1-1) 4704 Leksands isstadion - 12 oktober 1980 AIK-Skellefteå AIK 2-2 (2-0, 0-1, 0-1) 6269 Johanneshovs isstadion - 12 oktober 1980 Södertälje SK-Färjestads BK 6-6 (3-2, 2-3, 1-1) 6606 Scaniarinken Omgång 4 - 16 oktober 1980 Skellefteå AIK-Leksands IF 6-3 (1-1, 0-0, 5-2) 6386 Skellefteå isstadion - 16 oktober 1980 Brynäs IF-Västra Frölunda IF 5-5 (2-2, 2-0, 1-3) 5550 Gavlerinken - 16 oktober 1980 IF Björklöven-Modo AIK 3-3 (1-1, 0-1, 2-1) 5007 Umeå ishall - 16 oktober 1980 Djurgårdens IF-Södertälje SK 10-3 (5-2, 3-1, 2-0) 8199 Johanneshovs isstadion - 16 oktober 1980 Färjestads BK-AIK 4-5 (1-3, 2-2, 1-0) 5854 Färjestads ishall Omgång 5 - 19 oktober 1980 Modo AIK-Brynäs IF 5-4 (2-1, 1-0, 2-3) 4748 Kempehallen - 19 oktober 1980 Västra Frölunda IF-Färjestads BK 6-3 (2-1, 2-1, 2-1) 12396 Scandinavium - 19 oktober 1980 Leksands IF-AIK 4-6 (1-3, 1-1, 2-2) 3688 Leksands isstadion - 19 oktober 1980 Djurgårdens IF-Skellefteå AIK 1-5 (0-1, 1-2, 0-2) 7916 Johanneshovs isstadion - 19 oktober 1980 Södertälje SK-IF Björklöven 4-5 (2-0, 0-3, 2-2) 6477 Scaniarinken Omgång 6 - 23 oktober 1980 AIK-Västra Frölunda IF 5-6 (3-1, 2-3, 0-2) 7316 Johanneshovs isstadion - 23 oktober 1980 Skellefteå AIK-Modo AIK 8-3 (3-2, 3-1, 2-0) 6444 Skellefteå isstadion - 23 oktober 1980 Brynäs IF-Södertälje SK 4-1 (2-0, 0-1, 2-0) 4660 Gavlerinken - 23 oktober 1980 IF Björklöven-Djurgårdens IF 6-4 (3-1, 1-2, 2-1) 4221 Umeå ishall - 23 oktober 1980 Färjestads BK-Leksands IF 5-0 (0-0, 2-0, 3-0) 5479 Färjestads ishall Omgång 7 - 26 oktober 1980 Modo AIK-AIK 1-4 (0-1, 1-0, 0-3) 4362 Kempehallen - 26 oktober 1980 Västra Frölunda IF-Leksands IF 3-2 (0-1, 0-1, 3-0) 12383 Scandinavium - 26 oktober 1980 IF Björklöven-Färjestads BK 5-3 (4-1, 1-1, 0-1) 4124 Umeå ishall - 26 oktober 1980 Djurgårdens IF-Brynäs IF 3-4 (1-1, 2-1, 0-2) 8084 Johanneshovs isstadion - 26 oktober 1980 Södertälje SK-Skellefteå AIK 5-5 (0-1, 3-1, 2-3) 5995 Scaniarinken Omgång 8 - 28 oktober 1980 Leksands IF-Modo AIK 2-3 (0-0, 0-1, 2-2) 2411 Leksands isstadion - 28 oktober 1980 AIK-Södertälje SK 5-3 (2-2, 2-1, 1-0) 6521 Johanneshovs isstadion - 28 oktober 1980 Skellefteå AIK-Västra Frölunda IF 3-1 (1-0, 1-1, 1-0) 6589 Skellefteå isstadion - 28 oktober 1980 Brynäs IF-IF Björklöven 0-7 (0-1, 0-3, 0-3) 5021 Gavlerinken - 28 oktober 1980 Färjestads BK-Djurgårdens IF 3-2 (1-1, 1-1, 1-0) 5133 Färjestads ishall Omgång 9 - 30 oktober 1980 Modo AIK-Västra Frölunda IF 1-2 (0-0, 0-0, 1-2) 3785 Kempehallen - 30 oktober 1980 Brynäs IF-Färjestads BK 5-7 (1-2, 2-0, 2-5) 3975 Gavlerinken - 30 oktober 1980 IF Björklöven-Skellefteå AIK 4-6 (0-3, 1-1, 3-2) 5271 Umeå ishall - 30 oktober 1980 Djurgårdens IF-AIK 2-3 (1-1, 1-2, 0-0) 8613 Johanneshovs isstadion - 30 oktober 1980 Södertälje SK-Leksands IF 2-8 (1-1, 1-2, 0-5) 7311 Scaniarinken Omgång 10 - 6 november 1980 Västra Frölunda IF-Modo AIK 6-3 (2-1, 3-2, 1-0) 12073 Scandinavium - 6 november 1980 Leksands IF-Södertälje SK 5-4 (1-1, 3-3, 1-0) 2742 Leksands isstadion - 6 november 1980 AIK-Djurgårdens IF 5-2 (1-1, 1-1, 3-0) 8557 Johanneshovs isstadion - 6 november 1980 Skellefteå AIK-IF Björklöven 8-5 (3-2, 3-2, 2-1) 7061 Skellefteå isstadion - 6 november 1980 Färjestads BK-Brynäs IF 3-4 (1-2, 0-2, 2-0) 5387 Färjestads ishall Omgång 11 - 9 november 1980 Leksands IF-Västra Frölunda IF 6-3 (3-1, 1-0, 2-2) 4001 Leksands isstadion - 9 november 1980 AIK-Modo AIK 3-3 (1-2, 1-1, 1-0) 6675 Johanneshovs isstadion - 9 november 1980 Skellefteå AIK-Södertälje SK 2-3 (1-1, 0-1, 1-1) 5148 Skellefteå isstadion - 9 november 1980 Brynäs IF-Djurgårdens IF 6-3 (2-2, 2-0, 2-1) 5445 Gavlerinken - 9 november 1980 Färjestads BK-IF Björklöven 1-1 (1-0, 0-1, 0-0) 5142 Färjestads ishall Omgång 12 - 13 november 1980 Modo AIK-Leksands IF 5-2 (1-1, 2-0, 2-1) 3656 Kempehallen - 13 november 1980 Västra Frölunda IF-Skellefteå AIK 8-1 (2-1, 3-0, 3-0) 12398 Scandinavium - 13 november 1980 IF Björklöven-Brynäs IF 3-3 (0-1, 1-1, 2-1) 4514 Umeå ishall - 13 november 1980 Djurgårdens IF-Färjestads BK 5-1 (1-0, 3-1, 1-0) 5529 Johanneshovs isstadion - 13 november 1980 Södertälje SK-AIK 4-7 (2-3, 1-2, 1-2) 6818 Scaniarinken Omgång 13 - 16 november 1980 AIK-Leksands IF 8-5 (2-4, 3-0, 3-1) 8443 Johanneshovs isstadion - 16 november 1980 Skellefteå AIK-Djurgårdens IF 5-4 (3-0, 0-2, 2-2) 4775 Skellefteå isstadion - 16 november 1980 Brynäs IF-Modo AIK 8-4 (2-2, 2-1, 4-1) 5605 Gavlerinken - 16 november 1980 IF Björklöven-Södertälje SK 5-3 (3-2, 1-1, 1-0) 3791 Umeå ishall - 16 november 1980 Färjestads BK-Västra Frölunda IF 8-1 (1-0, 2-1, 5-0) 5393 Färjestads ishall Omgång 14 - 20 november 1980 Modo AIK-Skellefteå AIK 3-6 (2-2, 0-2, 1-2) 4115 Kempehallen - 20 november 1980 Västra Frölunda IF-AIK 4-3 (1-1, 1-1, 2-1) 12388 Scandinavium - 20 november 1980 Leksands IF-Färjestads BK 5-2 (2-1, 1-0, 2-1) 2410 Leksands isstadion - 20 november 1980 Djurgårdens IF-IF Björklöven 7-4 (2-1, 1-2, 4-1) 6359 Johanneshovs isstadion - 20 november 1980 Södertälje SK-Brynäs IF 7-2 (2-2, 2-0, 3-0) 6314 Scaniarinken Omgång 15 - 23 november 1980 Skellefteå AIK-AIK 4-4 (1-2, 1-1, 2-1) 6032 Skellefteå isstadion - 23 november 1980 Brynäs IF-Leksands IF 3-3 (0-2, 1-0, 2-1) 7341 Gavlerinken - 23 november 1980 IF Björklöven-Västra Frölunda IF 3-1 (0-0, 1-1, 2-0) 4261 Umeå ishall - 23 november 1980 Djurgårdens IF-Modo AIK 3-3 (1-1, 2-2, 0-0) 7652 Johanneshovs isstadion - 23 november 1980 Färjestads BK-Södertälje SK 10-2 (5-0, 3-2, 2-0) 3889 Färjestads ishall Omgång 16 - 27 november 1980 Modo AIK-IF Björklöven 2-4 (1-2, 1-0, 0-2) 4198 Kempehallen - 27 november 1980 Västra Frölunda IF-Brynäs IF 6-4 (0-0, 2-2, 4-2) 12373 Scandinavium - 27 november 1980 Leksands IF-Skellefteå AIK 6-4 (1-0, 2-3, 3-1) 3672 Leksands isstadion - 27 november 1980 AIK-Färjestads BK 3-1 (0-0, 2-1, 1-0) 6773 Johanneshovs isstadion - 27 november 1980 Södertälje SK-Djurgårdens IF 3-4 (0-0, 2-1, 1-3) 7507 Scaniarinken Omgång 17 - 30 november 1980 Brynäs IF-Skellefteå AIK 4-5 (0-2, 0-2, 4-1) 5608 Gavlerinken - 30 november 1980 IF Björklöven-AIK 7-2 (1-0, 4-1, 2-1) 4308 Umeå ishall - 30 november 1980 Djurgårdens IF-Leksands IF 5-3 (1-0, 1-1, 3-2) 8176 Johanneshovs isstadion - 30 november 1980 Södertälje SK-Västra Frölunda IF 7-4 (3-2, 2-1, 2-1) 5116 Scaniarinken - 30 november 1980 Färjestads BK-Modo AIK 7-1 (2-0, 1-1, 4-0) 4063 Färjestads ishall Omgång 18 - 4 december 1980 Modo AIK-Södertälje SK 5-2 (3-0, 0-2, 2-0) 2781 Kempehallen - 4 december 1980 Västra Frölunda IF-Djurgårdens IF 9-5 (2-1, 4-3, 3-1) 11072 Scandinavium - 4 december 1980 Leksands IF-IF Björklöven 1-7 (1-1, 0-3, 0-3) 2910 Leksands isstadion - 4 december 1980 AIK-Brynäs IF 7-3 (1-0, 2-1, 4-2) 8270 Johanneshovs isstadion - 4 december 1980 Skellefteå AIK-Färjestads BK 6-3 (2-0, 4-3, 0-0) 4507 Skellefteå isstadion | Omgång 19 - 7 december 1980 AIK-Södertälje SK 5-5 (2-2, 3-2, 0-1) 6193 Johanneshovs isstadion - 7 december 1980 IF Björklöven-Brynäs IF 5-2 (0-1, 4-1, 1-0) 4314 Umeå ishall - 7 december 1980 Västra Frölunda IF-Djurgårdens IF 6-2 (1-0, 3-1, 2-1) 12122 Scandinavium - 7 december 1980 Färjestads BK-Skellefteå AIK 7-6 (2-3, 3-1, 2-2) 4781 Färjestads ishall - 7 december 1980 Leksands IF-Modo AIK 5-4 (1-1, 2-0, 2-3) 2582 Leksands isstadion Omgång 20 - 11 december 1980 Skellefteå AIK-Leksands IF 7-1 (2-0, 1-1, 4-0) 4235 Skellefteå isstadion - 11 december 1980 Djurgårdens IF-Färjestads BK 2-8 (0-1, 0-4, 2-3) 5569 Johanneshovs isstadion - 11 december 1980 Brynäs IF-Västra Frölunda IF 5-3 (3-2, 1-1, 1-0) 4419 Gavlerinken - 11 december 1980 Södertälje SK-IF Björklöven 1-8 (0-3, 1-4, 0-1) 4976 Scaniarinken - 11 december 1980 Modo AIK-AIK 8-6 (1-1, 4-3, 3-2) 2691 Kempehallen Omgång 21 - 6 januari 1981 Modo AIK-Brynäs IF 5-6 (2-2, 1-2, 2-2) 3208 Kempehallen - 6 januari 1981 AIK-Djurgårdens IF 1-3 (1-0, 0-1, 0-2) 8112 Johanneshovs isstadion - 6 januari 1981 IF Björklöven-Skellefteå AIK 4-0 (1-0, 1-0, 2-0) 5263 Umeå ishall - 6 januari 1981 Västra Frölunda IF-Färjestads BK 4-4 (2-0, 1-1, 1-3) 11430 Scandinavium - 6 januari 1981 Leksands IF-Södertälje SK 2-5 (1-1, 1-3, 0-1) 1473 Leksands isstadion Omgång 22 - 8 januari 1981 Skellefteå AIK-Västra Frölunda IF 4-2 (0-2, 2-0, 2-0) 4563 Skellefteå isstadion - 8 januari 1981 Djurgårdens IF-IF Björklöven 1-0 (0-0, 1-0, 0-0) 5173 Johanneshovs isstadion - 8 januari 1981 Brynäs IF-AIK 4-2 (1-0, 1-1, 2-1) 5039 Gavlerinken - 8 januari 1981 Södertälje SK-Modo AIK 4-3 (3-0, 0-1, 1-2) 4436 Scaniarinken - 8 januari 1981 Färjestads BK-Leksands IF 3-3 (2-0, 0-1, 1-2) 3949 Färjestads ishall Omgång 23 - 11 januari 1981 Södertälje SK-Djurgårdens IF 5-4 (1-0, 2-3, 2-1) 8306 Scaniarinken - 11 januari 1981 Modo AIK-Skellefteå AIK 5-7 (1-2, 1-3, 3-2) 3065 Kempehallen - 11 januari 1981 AIK-Färjestads BK 4-1 (1-1, 2-0, 1-0) 5632 Johanneshovs isstadion - 11 januari 1981 IF Björklöven-Västra Frölunda IF 4-5 (1-1, 0-2, 3-2) 4423 Umeå ishall - 11 januari 1981 Leksands IF-Brynäs IF 4-3 (1-2, 1-0, 2-1) 4082 Leksands isstadion Omgång 24 - 15 januari 1981 Skellefteå AIK-AIK 4-4 (0-1, 2-2, 2-1) 5000 Skellefteå isstadion - 15 januari 1981 Djurgårdens IF-Leksands IF 2-2 (1-0, 1-1, 0-1) 7218 Johanneshovs isstadion - 15 januari 1981 Brynäs IF-Södertälje SK 5-4 (2-2, 0-1, 3-1) 3645 Gavlerinken - 15 januari 1981 Västra Frölunda IF-Modo AIK 4-1 (2-0, 2-1, 0-0) 8682 Scandinavium - 15 januari 1981 Färjestads BK-IF Björklöven 4-2 (1-2, 1-0, 2-0) 4165 Färjestads ishall Omgång 25 - 18 januari 1981 Skellefteå AIK-Södertälje SK 2-1 (1-1, 1-0, 0-0) 4418 Skellefteå isstadion - 18 januari 1981 Djurgårdens IF-Brynäs IF 3-2 (2-0, 1-0, 0-2) 7022 Johanneshovs isstadion - 18 januari 1981 IF Björklöven-Leksands IF 6-3 (1-0, 1-0, 4-3) 3579 Umeå ishall - 18 januari 1981 Västra Frölunda IF-AIK 1-4 (1-1, 0-2, 0-1) 12392 Scandinavium - 18 januari 1981 Färjestads BK-Modo AIK 7-5 (1-0, 2-2, 4-3) 3181 Färjestads ishall Omgång 26 - 22 januari 1981 Brynäs IF-Skellefteå AIK 1-7 (0-3, 1-2, 0-2) 4794 Gavlerinken - 22 januari 1981 Södertälje SK-Färjestads BK 3-7 (1-0, 0-3, 0-1) 4862 Scaniarinken - 22 januari 1981 Modo AIK-Djurgårdens IF 1-5 (0-1, 0-1, 1-3) 2903 Kempehallen - 22 januari 1981 AIK-IF Björklöven 1-0 (1-0, 0-0, 0-0) 6931 Johanneshovs isstadion - 22 januari 1981 Leksands IF-Västra Frölunda IF 5-5 (2-2, 2-2, 1-1) 2902 Leksands isstadion Omgång 27 - 25 januari 1981 Djurgårdens IF-Skellefteå AIK 6-3 (3-0, 1-2, 2-1) 7530 Johanneshovs isstadion - 25 januari 1981 Brynäs IF-Färjestads BK 3-0 (1-0, 1-0, 1-0) 3668 Gavlerinken - 25 januari 1981 Södertälje SK-Västra Frölunda IF 3-2 (1-2, 2-0, 0-0) 6081 Scaniarinken - 25 januari 1981 Modo AIK-IF Björklöven 4-1 (2-0, 1-0, 1-1) 3563 Kempehallen - 25 januari 1981 Leksands IF-AIK 3-4 (2-2, 0-1, 1-1) 4073 Leksands isstadion Omgång 28 - 29 januari 1981 Skellefteå AIK-Djurgårdens IF 8-6 (2-3, 3-2, 3-1) 4907 Skellefteå isstadion - 29 januari 1981 AIK-Leksands IF 8-3 (1-0, 4-1, 3-2) 6935 Johanneshovs isstadion - 29 januari 1981 IF Björklöven-Modo AIK 5-4 (2-1, 3-0, 0-3) 4006 Umeå ishall - 29 januari 1981 Västra Frölunda IF-Södertälje SK 4-4 (1-1, 3-3, 0-0) 8728 Scandinavium - 29 januari 1981 Färjestads BK-Brynäs IF 4-4 (2-1, 0-1, 2-2) 5033 Färjestads ishall Omgång 29 - 1 februari 1981 Brynäs IF-Djurgårdens IF 6-2 (3-2, 0-0, 3-0) 5336 Gavlerinken - 1 februari 1981 Södertälje SK-Skellefteå AIK 4-8 (1-1, 2-3, 1-4) 7577 Scaniarinken - 1 februari 1981 Modo AIK-Färjestads BK 6-3 (2-1, 1-1, 3-1) 3170 Kempehallen - 1 februari 1981 AIK-Västra Frölunda IF 5-2 (2-1, 0-1, 3-0) 8186 Johanneshovs isstadion - 1 februari 1981 Leksands IF-IF Björklöven 5-5 (2-1, 1-3, 2-1) 3108 Leksands isstadion Omgång 30 - 1 februari 1981 Djurgårdens IF-Modo AIK 8-4 (3-1, 1-1, 4-2) 6720 Johanneshovs isstadion - 8 februari 1981 Skellefteå AIK-Brynäs IF 3-1 (0-1, 1-0, 2-0) 4845 Skellefteå isstadion - 8 februari 1981 IF Björklöven-AIK 2-5 (1-1, 0-1, 1-3) 4108 Umeå ishall - 8 februari 1981 Västra Frölunda IF-Leksands IF 7-3 (2-1, 3-2, 2-0) 11220 Scandinavium - 8 februari 1981 Färjestads BK-Södertälje SK 5-4 (2-1, 2-1, 1-2) 3691 Färjestads ishall Omgång 31 - 12 februari 1981 Södertälje SK-Brynäs IF 3-2 (1-0, 1-2, 1-0) 6466 Scaniarinken - 12 februari 1981 Modo AIK-Västra Frölunda IF 7-3 (3-1, 2-1, 2-1) 3197 Kempehallen - 12 februari 1981 AIK-Skellefteå AIK 9-3 (4-1, 4-1, 1-1) 8306 Johanneshovs isstadion - 12 februari 1981 IF Björklöven-Färjestads BK 2-7 (0-3, 2-3, 0-1) 3333 Umeå ishall - 12 februari 1981 Leksands IF-Djurgårdens IF 4-10 (1-4, 2-4, 1-2) 3360 Leksands isstadion Omgång 32 - 15 februari 1981 Skellefteå AIK-Modo AIK 2-3 (0-0, 1-1, 1-2) 3847 Skellefteå isstadion - 15 februari 1981 Djurgårdens IF-Södertälje SK 1-2 (0-0, 1-1, 0-1) 8495 Johanneshovs isstadion - 15 februari 1981 Brynäs IF-Leksands IF 4-4 (0-0, 3-1, 1-3) 6175 Gavlerinken - 15 februari 1981 Västra Frölunda IF-IF Björklöven 5-4 (0-2, 2-1, 3-1) 12314 Scandinavium - 15 februari 1981 Färjestads BK-AIK 4-0 (0-0, 0-0, 4-0) 5432 Färjestads ishall Omgång 33 - 19 februari 1981 Modo AIK-Södertälje SK 10-2 (4-0, 3-2, 3-0) 5378 Kempehallen - 19 februari 1981 AIK-Brynäs IF 5-2 (4-0, 0-1, 1-1) 7079 Johanneshovs isstadion - 19 februari 1981 IF Björklöven-Djurgårdens IF 2-3 (0-1, 2-0, 0-2) 3472 Umeå ishall - 19 februari 1981 Västra Frölunda IF-Skellefteå AIK 4-6 (1-0, 1-3, 2-3) 12276 Scandinavium - 19 februari 1981 Leksands IF-Färjestads BK 5-1 (0-0, 3-1, 2-0) 4159 Leksands isstadion Omgång 34 - 22 februari 1981 Skellefteå AIK-IF Björklöven 8-1 (0-0, 5-0, 3-1) 6741 Skellefteå isstadion - 22 februari 1981 Djurgårdens IF-AIK 7-1 (1-0, 5-1, 1-0) 8358 Johanneshovs isstadion - 22 februari 1981 Brynäs IF-Modo AIK 8-4 (3-1, 2-1, 3-2) 3262 Gavlerinken - 22 februari 1981 Södertälje SK-Leksands IF 3-3 (1-0, 2-2, 0-1) 7920 Scaniarinken - 22 februari 1981 Färjestads BK-Västra Frölunda IF 10-1 (2-0, 3-1, 5-0) 5767 Färjestads ishall Omgång 35 - 26 februari 1981 AIK-Modo AIK 9-2 (2-1, 4-0, 3-1) 5318 Johanneshovs isstadion - 26 februari 1981 IF Björklöven-Södertälje SK 7-6 (2-1, 2-2, 3-3) 3757 Umeå ishall - 26 februari 1981 Västra Frölunda IF-Brynäs IF 6-2 (1-0, 2-2, 3-0) 12344 Scandinavium - 26 februari 1981 Färjestads BK-Djurgårdens IF 5-2 (0-1, 4-0, 1-1) 5013 Färjestads ishall - 26 februari 1981 Leksands IF-Skellefteå AIK 3-1 (2-0, 1-0, 0-1) 6022 Leksands isstadion Omgång 36 - 1 mars 1981 Skellefteå AIK-Färjestads BK 5-3 (2-2, 1-0, 2-1) 3450 Skellefteå isstadion - 1 mars 1981 Djurgårdens IF-Västra Frölunda IF 2-4 (2-1, 0-2, 0-1) 7826 Johanneshovs isstadion - 1 mars 1981 Brynäs IF-IF Björklöven 0-3 (0-0, 0-2, 0-1) 3599 Gavlerinken - 1 mars 1981 Södertälje SK-AIK 5-6 (0-0, 4-1, 1-5) 7551 Scaniarinken - 1 mars 1981 Modo AIK-Leksands IF 4-1 (1-0, 1-0, 2-1) 5549 Kempehallen |